# Nuvem molecular

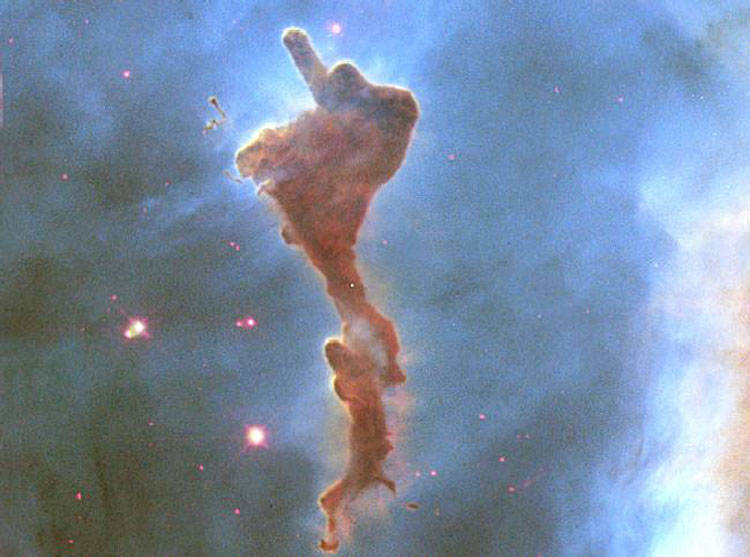
Uma nuvem molecular de gás e poeira

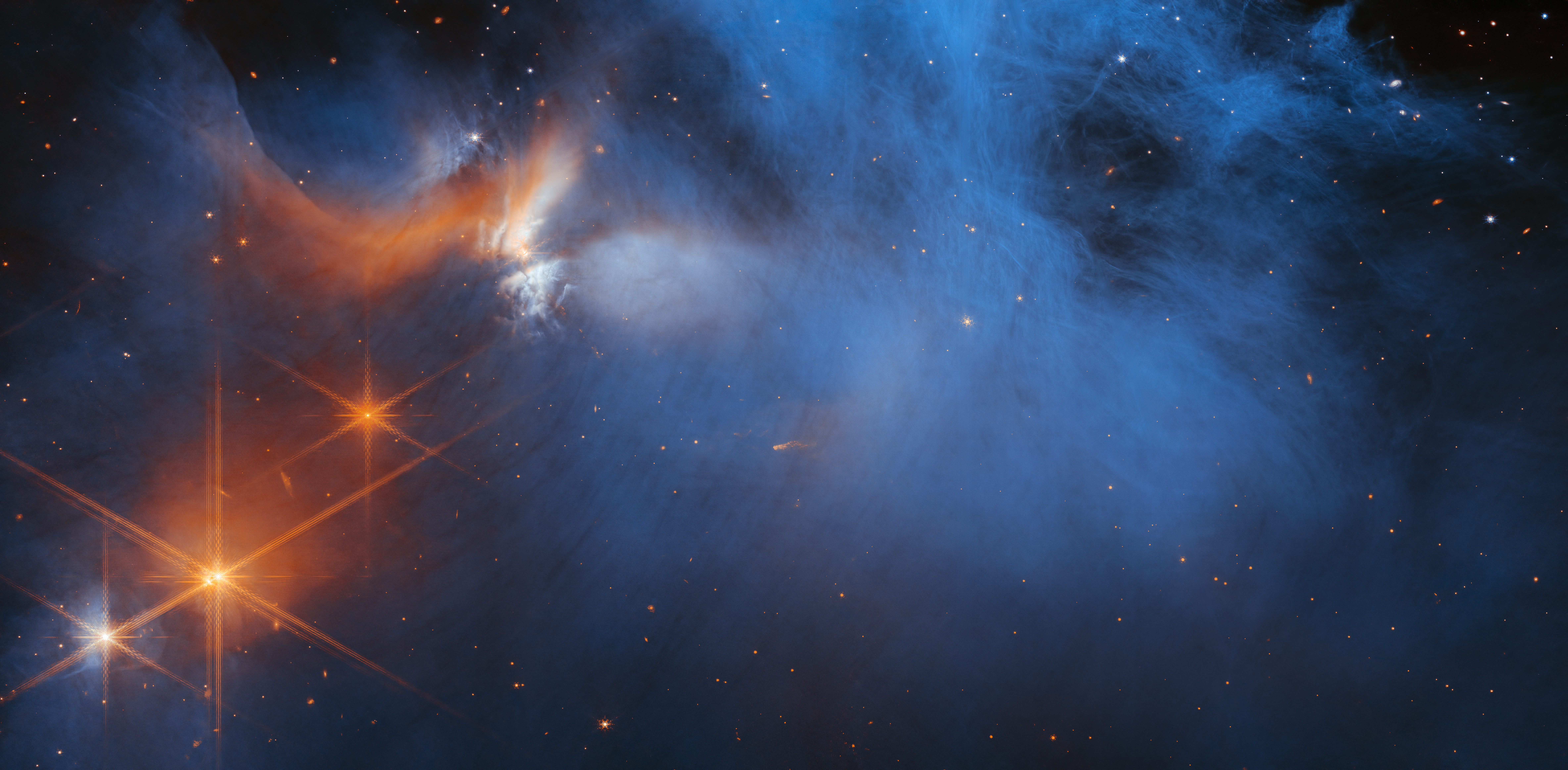
Região da nuvem molécula Chamaeleon I

Nuvens moleculares ou nebulosas, são um tipo de nuvem interestelar cuja densidade e tamanho permitem a formação de moléculas, mais habitualmente hidrogênio molecular (H2). As nuvens moleculares apresentam em sua constituição poeira estelar, gelo, gás atômico e gás molecular composto em maior quantidade de H2 e de outros gases como CO, NH3, etc., e preenchem o espaço entre as estrelas. A densidade média de uma nuvem é de 104 cm-3, com temperatura entre 10 – 30 K e tamanho de 1017 cm.
As nuvens moleculares têm grande importância, uma vez que ao entrarem em colapso gravitacional, originam estrelas de diferentes massas. Dentro de nuvens moleculares existem regiões de maior densidade. Tais regiões são os precursores da formação estelar, contanto que a gravidade possa superar a alta densidade e forçar a poeira e o gás a colapsar.

## Instabilidade de Jeans
Os principais processos que iniciam o colapso da nuvem molecular podem ser associados a explosões de supernovas e os braços espirais da galáxia, sendo considerados fenômenos internos e externos respectivamente.
As perturbações da nuvem molecular podem ser associadas com a instabilidade de Jeans. Onde para uma nuvem em repouso, infinita e homogênea entrar em colapso é necessário que ocorra uma perturbação com comprimento de onda (λ) com escalas maiores do que o comprimento de Jeans, fazendo com que a gravidade supere a pressão e a nuvem colapsa. A equação da instabilidade de Jeans está representada abaixo:
{\displaystyle \lambda =\left({\frac {\pi }{G\rho }}\right)^{\left({\frac {1}{2}}\right)}\times \nu }          (1)
Legenda: λj : Comprimento de Jeans; ρ: densidade do gás; ν: velocidade isotérmica do som no meio.
A massa da nuvem também apresenta fator importante, sendo necessário uma massa superior a massa de Jeans para que o colapso aconteça, esta massa pode ser calculada utilizando a equação 2:
{\displaystyle Mj=\lambda ^{3}\times \rho 0}     (2)
Legenda: λj : Comprimento de Jeans; ρ0: densidade.

## Colapso da nuvem molecular e formação da estrela
Após o colapso gravitacional na nuvem molecular, ocasionado por uma perturbação. Esta perturbação causa a fragmentação e a instabilidade da nuvem, as regiões fragmentadas colapsam mais rapidamente que a nuvem como um todo, resultando em uma força gravitacional superior a pressão interna da nuvem, causando seu colapso e assim iniciando o processo de contração em direção ao centro.
A contração da nuvem aumenta imensamente a densidade (partículas/volume) na região central, fazendo esta região se tornar opaca e causando um aumento exponencial da temperatura. Com o aumento da temperatura a pressão também aumenta. Uma vez formada uma estrutura central mais densa, esta atinge o equilíbrio hidrostático, enquanto as camadas mais externas continuam a cair. Parte da energia cinética deste gás é emitida na forma de radiação. Esta estrutura formada é uma protoestrela, visto que a temperatura em seu centro ainda não é alta o suficiente para a iniciar a fusão nuclear do Hidrogênio.
Após a formação do núcleo, ele apresenta tamanho de 10.000 UA e nos próximos 50.000 anos a estrela irá se contrair até atingir 1.000 UA, esta contração aumenta a sua densidade. Estrela recém-formada continua a sugar a matéria ao seu redor este processo cria um disco ao redor, que gira ao seu redor. O disco, composto majoritariamente por gases, que se aproximam lentamente do núcleo da estrela até que estejam próximos o suficiente para que serem atraídos a superfície da estrela, devido à gravidade, e aumentam assim seu tamanho, este processo é chamado de acreção. Após este processo o núcleo se encontra com tamanho e densidade o suficiente para iniciar a reação nuclear no seu núcleo, fazendo a estrela brilhar.

A estrela para de sugar matéria do disco, e o disco passa a se agrupar e orbitar a estrela, sendo estes aglomerados os precursores dos planetas, como a Terra.